# 任小萍
任小萍（1949年9月—），女，四川人，生于山西稷山，中国英语教学专家，中华人民共和国外交官。

## 生平
1968年，她作为工农兵学员进入北京外国语学院英语系。1975年，毕业分配至外交人员服务局工作，先后在英国驻华大使馆、英国“每日电讯”北京记者处、美国驻华联络处任翻译。1978年，公派英国伦敦政治经济学院和利兹大学攻读硕士和博士学位，并在伦敦大学东方非洲学院任教。1982年，回国任外交学院讲师、副教授、系主任。1987年，成为美国耶鲁大学富布赖特学者。1989年，任外交学院教授兼培训中心主任。1993年，任外交学院院长助理。1996年，任外交学院副院长。1999年，外派任驻澳大利亚大使馆参赞兼新闻发言人。2001年，任外交部翻译室副主任。2004年9月，出任中华人民共和国驻安提瓜和巴布达大使。2007年11月，出任中华人民共和国驻纳米比亚大使。2010年4月，自驻纳米比亚大使离任。

## 家庭
已婚，有一子。